# Premio Eleonora-Duse
Le Premio Eleonora Duse (en français : Prix Eleonora Duse) est une récompense théâtrale italienne décernée pour la première fois en 1986. C'est l'unique marque de reconnaissance destinée, annuellement, à une comédienne qui s'est particulièrement distinguée au cours de la saison théâtrale dans un ou plusieurs spectacles en Italie ou à l'extérieur. 
Le prix est dédié à Eleonora Duse, comédienne parmi les plus courageuses et exigeantes dans le paysage théâtral italien sur plus d'un siècle. Il est organisé par la Banca Popolare Commercio e Industria sous le patronage de la ville de Milan - Assessorato Cultura. Le jury du Premio Eleonora Duse est composé de Gastone Geron (Président), Maria Grazia Gregori, Renato Palazzi, Carlo Maria Pensa, Magda Poli, Franco Quadri et Ugo Ronfani et la cérémonie se déroule au Teatro Manzoni de Milan au mois d'octobre.

## Lauréates
- Giulia Lazzarini (1986)
- Mariangela Melato (1987)
- Pamela Villoresi (1988)
- Alida Valli (1989)
- Lucilla Morlacchi (1990)
- Anna Proclemer (1991)
- Franca Nuti (1992)
- Adriana Asti (1993)
- Annamaria Guarnieri (1994)
- Valeria Moriconi (1995)
- Rossella Falk (1996)
- Andrea Jonasson (1997)
- Isa Danieli (1998)
- Mariangela Melato (1999)
- Stefania Felicioli (2000)
- Piera Degli Esposti (2001)
- Milena Vukotic (2002)
- Franca Valeri (2003)
- Maddalena Crippa (2004)
- Ilaria Occhini (2005)
- Elisabetta Pozzi (2006)
- Laura Marinoni (2007)
- Anna Bonaiuto (2008)
- Maria Paiato (2009)
- Elena Ghiaurov (2010)
- Federica Fracassi (2011)
- Galatea Ranzi (2012)
- Ermanna Montanari (2013)
- Sonia Bergamasco (2014)
- Emma Dante (2015)
- Elena Bucci (2016)

## Note
1. ↑  Bilancio bancario 2007, pag. 86

- (it) Cet article est partiellement ou en totalité issu de l’article de Wikipédia en italien intitulé « Premio Eleonora Duse » (voir la liste des auteurs).